# Franța la Jocurile Europene din 2015
Franța participă la Jocurile Europene din 2015 la Baku în Azerbaijan în perioada 12-28 iunie cu o delegație de 254 de sportivi care concurează la 16 de sporturi: badminton, box, caiac-canoe, ciclism, gimnastică, judo, karate, lupte, natație, taekwondo, tenis de masă, scrimă, tir, tir cu arcul, triatlon și volei.

## Medaliați
Actualizat pe 20 iunie 2015.
| Medalie | Nume              | Sport         | Probă                          | Dată     |
| ------- | ----------------- | ------------- | ------------------------------ | -------- |
| 1       | Emily Thouy       | Karate        | Kumite feminin 55 kg           | 13 iunie |
| 1       | Lucie Ignace      | Karate        | Kumite feminin 61 kg           | 13 iunie |
| 1       | Gwladys Epangue   | Taekwondo     | Feminin +67 kg                 | 19 iunie |
| 2       | Steven Da Costa   | Karate        | Kumite masculin 67 kg          | 13 iunie |
| 2       | Sandy Scordo      | Karate        | Kata feminin                   | 13 iunie |
| 2       | echipa            | Tenis de masă | Masculin pe echipe             | 14 iunie |
| 2       | Laurence Brize    | Tir           | Feminin pușcă 50 m (3 poziții) | 19 iunie |
| 3       | Alexandra Recchia | Karate        | Kumite feminin 50 kg           | 13 iunie |
| 3       | Tarik Belmadani   | Lupte         | Greco-romane 59 kg             | 13 iunie |
| 3       | Melonin Noumonvi  | Lupte         | Greco-romane 98 kg             | 13 iunie |
| 3       | Cyrille Carré     | Caiac sprint  | K1–5000 m                      | 16 iunie |